# Campeonato Mundial de Halterofilismo de 2010 - Até 63 kg feminino
A categoria até 63 kg feminino foi um evento do Campeonato Mundial de Halterofilismo de 2010, disputado no Centro de Exposição de Antália, em Antália, na Turquia, no dia 20 de setembro de 2010. 

## Calendário
Horário local (UTC+3)
| Dia            | Horário | Fase    |
| -------------- | ------- | ------- |
| 20 de setembro | 15:00   | Grupo C |
| 20 de setembro | 17:30   | Grupo B |
| 20 de setembro | 20:00   | Grupo A |

## Medalhistas
| Evento    | Ouro                  | Ouro   | Prata                  | Prata  | Bronze                | Bronze |
| --------- | --------------------- | ------ | ---------------------- | ------ | --------------------- | ------ |
| Arranque  | Ouyang Xiaofang (CHN) | 112 kg | Sibel Şimşek (TUR)     | 111 kg | Kim Soo-kyung (KOR)   | 107 kg |
| Arremesso | Maiya Maneza (KAZ)    | 143 kg | Nísida Palomeque (COL) | 134 kg | O Jong-ae (PRK)       | 130 kg |
| Total     | Maiya Maneza (KAZ)    | 246 kg | Sibel Şimşek (TUR)     | 241 kg | Ouyang Xiaofang (CHN) | 241 kg |

## Recordes
Antes desta competição, o recorde mundial da prova era o seguinte:
| Recorde         | Tipo      | Atleta                | Peso   | Local      | Data                   |
| Recorde Mundial | Arranque  | Pawina Thongsuk (THA) | 116 kg | Doha       | 12 de novembro de 2005 |
| Recorde Mundial | Arremesso | Pawina Thongsuk (THA) | 142 kg | Doha       | 4 de dezembro de 2006  |
| Recorde Mundial | Total     | Liu Haixia (CHN)      | 257 kg | Chiang Mai | 23 de setembro de 2007 |

Os seguintes novos recordes foram estabelecidos durante esta competição.
| Arremesso | 143 kg | Maiya Maneza (KAZ) | Recorde mundial |

## Resultado
Os resultados foram os seguintes. 
| Pos.              | Atleta                           | Grupo | Peso  | Arranque (kg) | Arranque (kg) | Arranque (kg) | Arranque (kg)     | Arremesso (kg) | Arremesso (kg) | Arremesso (kg) | Arremesso (kg)    | Total |
| Pos.              | Atleta                           | Grupo | Peso  | 1             | 2             | 3             | Resultado         | 1              | 2              | 3              | Resultado         | Total |
| ----------------- | -------------------------------- | ----- | ----- | ------------- | ------------- | ------------- | ----------------- | -------------- | -------------- | -------------- | ----------------- | ----- |
| Medalha de ouro   | Maiya Maneza (KAZ)               | A     | 62.35 | 105           | 105           | 105           | 4                 | 136            | 143            | —              | Medalha de ouro   | 246   |
| Medalha de prata  | Sibel Şimşek (TUR)               | A     | 62.43 | 108           | 111           | 111           | Medalha de prata  | 130            | 135            | 136            | 4                 | 241   |
| Medalha de bronze | Ouyang Xiaofang (CHN)            | A     | 62.59 | 105           | 108           | 112           | Medalha de ouro   | 123            | 126            | 129            | 5                 | 241   |
| 4                 | Nísida Palomeque (COL)           | A     | 62.12 | 97            | 101           | 103           | 6                 | 128            | 132            | 134            | Medalha de prata  | 237   |
| 5                 | Kim Soo-kyung (KOR)              | A     | 62.92 | 100           | 105           | 107           | Medalha de bronze | 128            | 133            | 133            | 6                 | 235   |
| 6                 | Rim Jong-sim (PRK)               | A     | 62.49 | 100           | 104           | 107           | 5                 | 127            | 130            | 130            | 7                 | 231   |
| 7                 | O Jong-ae (PRK)                  | A     | 60.22 | 97            | 101           | 101           | 11                | 130            | 133            | 133            | Medalha de bronze | 227   |
| 8                 | Mercedes Pérez (COL)             | B     | 62.96 | 95            | 99            | 101           | 10                | 125            | 125            | 130            | 9                 | 224   |
| 9                 | Liu Xia (MAC)                    | B     | 62.62 | 95            | 99            | 99            | 13                | 125            | 125            | 130            | 8                 | 220   |
| 10                | Hanna Batsiushka (BLR)           | A     | 62.33 | 101           | 105           | 105           | 7                 | 115            | 119            | 119            | 12                | 216   |
| 11                | Kristine Petrosyan (ARM)         | B     | 62.65 | 93            | 96            | 100           | 9                 | 114            | 120            | 120            | 13                | 214   |
| 12                | Natalie Burgener (USA)           | B     | 62.82 | 93            | 96            | 98            | 12                | 105            | 110            | 114            | 14                | 210   |
| 13                | Nikoletta Nagy (HUN)             | C     | 62.61 | 85            | 88            | 91            | 14                | 110            | 115            | 118            | 10                | 209   |
| 14                | Lenka Orságová (CZE)             | B     | 62.99 | 90            | 90            | 93            | 17                | 114            | 114            | 117            | 11                | 207   |
| 15                | Mayu Hashida (JPN)               | C     | 59.69 | 86            | 89            | 90            | 15                | 108            | 111            | 113            | 15                | 203   |
| 16                | Maria Zubova (RUS)               | C     | 62.44 | 83            | 87            | 90            | 16                | 105            | 110            | 113            | 16                | 200   |
| 17                | Muslime Meral-Sunar (FRA)        | B     | 62.78 | 87            | 91            | 91            | 18                | 108            | 111            | 111            | 18                | 195   |
| 18                | Sheila Ramos (ESP)               | B     | 62.75 | 83            | 83            | 83            | 20                | 105            | 105            | 110            | 17                | 193   |
| 19                | Andreea Marcovici (ROU)          | C     | 62.61 | 78            | 83            | 85            | 19                | 97             | 103            | 108            | 20                | 186   |
| 20                | Silvana Vukas (SRB)              | C     | 61.96 | 76            | 78            | 80            | 21                | 102            | 105            | 105            | 21                | 180   |
| 21                | Maria Panagiotidou (GRE)         | C     | 62.98 | 73            | 73            | 76            | 22                | 90             | 93             | 95             | 22                | 166   |
| 22                | Carita Hansson (SWE)             | C     | 61.45 | 72            | 76            | 76            | 23                | 88             | 91             | 91             | 23                | 160   |
| —                 | Roxana Cocoș (ROU)               | A     | 62.94 | 98            | 101           | 103           | 8                 | 130            | 130            | —              | —                 | —     |
| —                 | Dominika Misterska (POL)         | C     | 61.34 | 82            | 83            | 83            | —                 | 105            | 108            | 108            | 19                | —     |
| —                 | Ruth Kasirye (NOR)               | A     | 62.91 | 100           | 100           | 100           | —                 | 120            | —              | —              | —                 | —     |
| —                 | Namkhaidorjiin Bayarmaa (MGL)    | B     | 61.59 | 86            | 91            | 91            | —                 | 111            | 111            | 118            | —                 | —     |
| —                 | Marie Fegue (CMR)                | C     | 62.28 | 80            | 85            | 90            | —                 | 100            | 105            | 110            | —                 | —     |
| —                 | Geralee Vega (PUR)               | C     | 60.53 | 82            | 87            | 87            | —                 | 100            | 105            | 110            | —                 | —     |
| —                 | Darkhanbaataryn Ichinnorov (MGL) | C     | 62.98 | 83            | 83            | 85            | —                 | 103            | 103            | 103            | —                 | —     |
| DSQ               | Leila Lassouani (FRA)            | B     | 62.62 | 85            | 88            | 91            | —                 | 113            | 119            | 122            | —                 | —     |